# SimAnimals
SimAnimals é um jogo eletrônico de simulação de vida, do mesmo criador de The Sims e The Sims 2, produzido pela Electronic Arts para Nintendo DS, iPhone/iPod touch e Wii, lançado em janeiro de 2009.

## Jogabilidade
O jogador controla mais de 60 tipos de animais e cria seu habitat em torno deles. A personalidade dos animais evolui, dependendo de como o jogador os trata, ou não.
O jogador pode usar os animais para resolver os desafios e atingir metas de descobrir segredos, desbloquear áreas florestais e descobrindo um dos tipos de objetos e animais selvagens algumas com habilidades especiais, caso terem concluído com êxito as tarefas animais.

## Multiplayer
O jogador pode convidar até três outros jogadores para entrar sua floresta.

## Animais
O jogo final deverá conter, no mínimo, 30 espécies de animais do hemisfério norte, embora a lista completa ainda não é conhecida. Alguns dos animais já puderam ser vistos em fotos do jogo ou foram comunicados à imprensa são: ursos, javalis, castores, corvos, veados, patos, raposas, corujas, coelhos, guaxinim, esquilos, lobos, turdus e ouriços.